# Juiced 2: Hot Import Nights
Juiced 2: Hot Import Nights es un videojuego de carreras desarrollado por Juice Games para varias plataformas. Las versiones PlayStation 2, Xbox 360 y Nintendo DS se lanzaron en septiembre de 2007. Las versiones PlayStation Portable y PlayStation 3 se lanzaron en octubre de 2007. El La versión Microsoft Windows se lanzó en noviembre de 2007. Es una secuela del juego de 2005 Juiced. Fue desarrollado por Juice Games y publicado por THQ. Utiliza métodos de modificación de automóviles más avanzados en comparación con su predecesor.
El 19 de julio de 2007 se lanzó una demostración para la versión de Xbox 360 en Xbox Live Marketplace. El 14 de septiembre de 2007 apareció una segunda demostración para jugadores múltiples. Ursula Mayes está en la portada del juego en todas las plataformas. Se planificó una versión para Wii pero se canceló.

## Jugabilidad
El juego comienza en un club nocturno donde el jugador selecciona su personaje y auto. Juice Games ha decidido eliminar el calendario de carreras, el sistema de respeto y las carreras de resistencia. Después de elegir un personaje y un auto, el jugador obtiene una lista de carreras disponibles, tres de las cuales se deben ganar para pasar al siguiente nivel. Juiced 2 incluye tres tipos de carreras: carreras Circuito, Destino y Drift.

## Vehículos

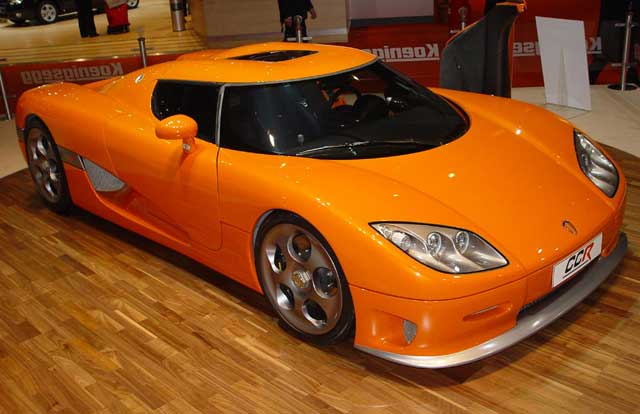
El Koenigsegg CC es uno de los vehículos más potentes en Juiced 2

Juiced 2 contiene en gran parte los vehículos de los predecesores, es decir, una mezcla de sedanes, autos pequeños y cupés deportivos de numerosos fabricantes de volumen como Ford, Toyota, Nissan o Chevrolet. Según el título del juego, también se insertaron numerosos vehículos japoneses y se abrió por primera vez la clase de automóviles deportivos.
Los vehículos todavía están divididos en clases, pero esta división está ligada a las ligas. Al comienzo de la carrera, el jugador, al igual que en el predecesor, tenía principalmente autos pequeños de bajo rendimiento. Con cada promoción de la liga, se desbloquean vehículos nuevos y más fuertes. Los vehículos solo se venden en producción en serie. El jugador debe comprar partes de afinación por separado.
La siguiente tabla enumera los 93 vehículos que se pueden jugar en Juiced 2:
| Lista de autos            |                             |                             |
| Acura Integra Type R      | Ford Falcon                 | Nissan Skyline R32          |
| Acura NSX                 | Holden Monaro               | Nissan Skyline R33          |
| Acura NSX 2004            | Honda Civic SI              | Nissan Skyline R34          |
| Acura RSX                 | Honda Civic Type R 2002     | Pagani Zonda                |
| Ascari KZ1                | Honda CRX                   | Peugeot 206                 |
| Audi S3 2007              | Honda NSX                   | Plymouth Barracuda          |
| Audi S3 2002              | Honda NSX 2004              | Pontiac Firebird            |
| Audi TT 1.8 Turbo Quattro | Honda S2000                 | Pontiac G6                  |
| Audi TT Coupe             | Hyundai Tiburon             | Pontiac GTO (2004)          |
| BMW M3                    | Infiniti G35                | Pontiac GTO Judge 69        |
| BMW M3 GTR                | Koenigsegg CCX              | Renault Clio                |
| BMW Z4                    | Lexus IS 300                | Renault Megane              |
| Chevrolet Camaro SS       | Lotus Exige                 | Saleen S7                   |
| Chevrolet Camaro Z28      | Mazda MX-5                  | Saleen Mustang              |
| Chevrolet Corvette 1968   | Mazda RX-7                  | Seat Leon Cupra             |
| Chevrolet Corvette Z06    | Mazda RX-8                  | Subaru Impreza WRX 2002     |
| Chevrolet Corvette Z51    | Melling Hellcat             | Subaru Impreza WRX STI 2005 |
| Citroën C2                | Mitsubishi 3000 GT          | Toyota Celica 1.8           |
| Dodge Charger R/T 1969    | Mitsubishi Eclipse 2003     | Toyota Celica GT4           |
| Dodge Charger R/T 2007    | Mitsubishi Eclipse GSX 1999 | Toyota MR2 1994             |
| Dodge SRT-4               | Mitsubishi Eclipse GT 2006  | Toyota MR-S 2004            |
| Dodge Viper GTS           | Mitsubishi FTO              | Toyota Corolla GT-S         |
| Dodge Viper SRT-10        | Mitsubishi Evo 8            | Toyota Scion                |
| Fiat Coupe 2.0 Turbo      | Mitsubishi Evo X            | Toyota Supra MKIV           |
| Ford Focus SVT            | Mini Cooper S               | TVR Sagaris                 |
| Ford Gran Torino          | Nissan 200SX                | Vauxhall Astra              |
| Ford Mustang 1967         | Nissan 300ZX                | VW New Beetle               |
| Ford Mustang 99 GT        | Nissan 350Z                 | VW Golf R32                 |
| Ford Mustang GT 2005      | Nissan Silvia               | VW Golf GTI                 |

## Banda sonora
La banda sonora de Juiced 2 comprende 36 canciones y se centra principalmente en el área de música electrónica. La mayoría de las piezas provienen de artistas que pertenecen al estilo de Big Beat. Alrededor de la mitad de las canciones son del DJ británico Adam Freeland, que también canciones para juegos como Grand Theft Auto, Pure, The Sims o Rez contribuido. Con Wolfmother y Queens of the Stone Age también hay algunas bandas de rock.
| Resumen de las piezas de música contenidas en el juego. |                         |                                          |          |
| #                                                       | Artista                 | Título                                   | Duración |
| 1                                                       | 16 Bit Lolitas          | Acid                                     | 5:48     |
| 2                                                       | Adam Freeland           | Mind Killer                              | 3:29     |
| 3                                                       | Adam Freeland           | Whassisface                              | 4:30     |
| 4                                                       | Adam Freeland           | Never Ever Enough                        | 4:26     |
| 5                                                       | Adam Freeland           | Hommeage                                 | 4:29     |
| 6                                                       | Adam Freeland           | Blocks                                   | 3:59     |
| 7                                                       | Adam Freeland           | Flourohorns                              | 3:06     |
| 8                                                       | Adam Freeland           | Morodish                                 | 5:53     |
| 9                                                       | Adam Freeland           | Sg Rei                                   | 3:48     |
| 10                                                      | Adam Freeland           | Neu! Rave                                | 3:55     |
| 11                                                      | Adam Freeland           | Spin Machine                             | 5:24     |
| 12                                                      | Adam Freeland           | E-Drone Pt. 1                            | 5:51     |
| 13                                                      | Adam Freeland           | Shinjuku Socks                           | 4:19     |
| 14                                                      | Adam Freeland           | Futcant                                  | 3:31     |
| 15                                                      | Adam Freeland           | Grrrrrr!                                 | 4:06     |
| 16                                                      | Adam Freeland           | Monza                                    | 4:56     |
| 17                                                      | Adam Freeland           | Glowstick                                | 5:09     |
| 18                                                      | Adam Freeland           | YesYesYesYes!                            | 3:57     |
| 19                                                      | Alex Dolby              | Hazy Way (Evil Nine Remix)               | 7:22     |
| 20                                                      | Alex Metric             | What She Wants                           | 4:47     |
| 21                                                      | Collette                | Hypnotized                               | 6:46     |
| 22                                                      | Steve Mac               | Paddy’s Revenge                          | 2:24     |
| 23                                                      | Natural Born Hippies    | Best Looking Guy In Town                 | 3:21     |
| 24                                                      | D. Ramirez              | Pleasure Me (Instrumental Remix)         | 6:24     |
| 25                                                      | DJ Rap                  | Drummin’ & Bassin                        | 6:52     |
| 26                                                      | Evil Nine               | Restless                                 | 7:01     |
| 27                                                      | Evil Nine               | Pleasure Me (Instrumental Remix)         | 6:28     |
| 28                                                      | K-Swing                 | This Was The Sound (Adam Freeland Remix) | 5:37     |
| 29                                                      | Moguai                  | Get On                                   | 7:53     |
| 30                                                      | The Prodigy             | Voodoo People                            | 6:27     |
| 31                                                      | Queens of the Stone Age | Go with the Flow                         | 3:07     |
| 32                                                      | TC & Distorted Minds    | Jump                                     | 9:10     |
| 33                                                      | Way Out West            | Killa                                    | 3:28     |
| 34                                                      | Test Icicles            | What’s Your Damage? (Digitalism Remix)   | 3:33     |
| 35                                                      | Victory Pill            | Downfall (Instrumental)                  | 3:19     |
| 36                                                      | Wolfmother              | Woman                                    | 2:56     |

## Recepción crítica
El juego recibió "críticas mixtas o promedio" en todas las plataformas según el videojuego agregador de reseñas Metacritic.